# The Night Of
The Night Of är en amerikansk kriminaldramaserie i åtta delar. Serien bygger på den brittiska serien Criminal Justice som visades 2008-2009. The Night Of är skriven av Richard Price och Steven Zaillian och regisserades av Zaillian och James Marsh. Serien hade premiär på HBO on demand 24 juni 2016 och på TV-kanalen HBO 10 juli samma år.
Serien utspelar sig i New York där Nasir "Naz" Khan (Riz Ahmed), en ung pakistan-amerikan, ser ut som en brutal kvinnomördare efter en mardrömsnatt på Manhattan. Khan lider av minnesförlust, och tittarna hålls svävande i ovisshet om vad som faktiskt hände den aktuella natten.

## Rollista i urval
- John Turturro – John Stone
- Riz Ahmed – Nasir "Naz" Khan
- Michael Kenneth Williams – Freddy Knight
- Bill Camp – Dennis Box
- Jeannie Berlin – Helen Weiss
- Peyman Moaadi – Salim Khan
- Poorna Jagannathan – Safar Khan
- Glenne Headly – Alison Crowe
- Amara Karan – Chandra Kapoor
- Ashley Thomas – Calvin Hart
- Paul Sparks – Don Taylor
- Sofia Black D'Elia – Andrea Cornish
- Afton Williamson – Officer Wiggins
- Ben Shenkman – Sgt. Klein
- Paulo Costanzo –
- Ned Eisenberg – Lawrence Felder
- Kirk "Sticky Fingaz" Jones –
- Mohammad Bakri – Tariq
- Nabil Elouahabi – Yusuf
- Frank L. Ridley – Jerry
- Jeff Wincott – Detective Lucas
- David Chen – Fånge
- Lord Jamar – Tino
- Ariya Ghahramani – Amir Farik
- Syam Lafi – Hasan Khan
- Max Casella – Edgar
- Chip Zien – Dr. Katz
- J. D. Williams – Trevor Williams